# 안소명
안소명(2008년 8월 23일 ~ )은 대한민국의 뮤지컬 아역 배우이자 아역 성우이다. 뮤지컬 《사운드 오브 뮤직》으로 데뷔했다.

## 애니메이션 더빙
- 비보의 살아있는모험 ㅡ 가비
- 코코 ㅡ 어린코코
- 트롤 ㅡ 꼬마트롤
- 마이펫의 이중생활 ㅡ 스노우볼주인여자아이
- 보스베이비 ㅡ 스테이시
- 쿵푸팬더3 ㅡ 레이레이
- 메이의 새빨간 비밀 - 메이린 리
- 인사이드 아웃 2 - 라일리

## 영화 더빙
- 클리포드 더 빅 레드 독 ㅡ 에밀리

## 뮤지컬
- 마틸다 마틸다 역
- 레미제라블 어린 코제트 역
- 사운드 오브 뮤직 그레틀 역
- 뮤지컬 명성황후 참요 역
- 크리스마스캐롤 벨린다/펜 역
- 2023년 《드림하이》 - 어린 고혜미 역 (2023.5.13 ~ 2023.7.23 광림아트센터 BBCH홀)

## 방송활동
- 슈퍼히어러 3회 어른목소리 찾기편
- 불후의명곡 신동특집편
- 영재발굴단 133회 뮤지컬영재,성우영재 181회,182회 뮤지컬 마틸다편
- 열린음악회 마틸다편
- 누가누가잘하나 뮤지컬편
- 찾아라상상크리에이터 안소명편

- 2022년 5월 16일 우리말겨루기 가정의달 특집 910회 출연 제7대명예우승 (상금 1000만원)

## 활동
현재 뮤성소녀 안소명이라는 유튜브 채널로 활동중이다. 주로 v-log나 노래를 다룬다.
- 뮤성소녀 안소명
- 팔구땡패밀리 (신혜지, 노현창 배우와 함께)
- 김창옥TV (게스트)
- 으라차차 아이들 (게스트)
- 우와한 비디오 (게스트)
- 누가누가 잘하나 (게스트)
- 포켓tv 피터팬의 집으로오세요

## 별명
- 소명틸다
- 뮤성소녀
- 디즈니소명
- 소명미온느

## 데뷔작
- 사운드오브 뮤직(뮤지컬)